# Troskovice
Troskovice (en allemand : Troskowitz) est une commune du district de Semily, dans la région de Liberec, en République tchèque. Sa population s'élevait à 87 habitants en 2021.

## Géographie
Troskovice se trouve à 13 km au sud-ouest de Semily, à 31 km au sud-sud-est de Liberec et à 74 km au nord-est de Prague.
La commune est limitée par Hrubá Skála au nord, par Ktová et Újezd pod Troskami à l'est, par Mladějov au sud, et par Libošovice et Vyskeř à l'ouest.

## Histoire
La première mention écrite de la localité date de 1388.

## Patrimoine
Château de Trosky

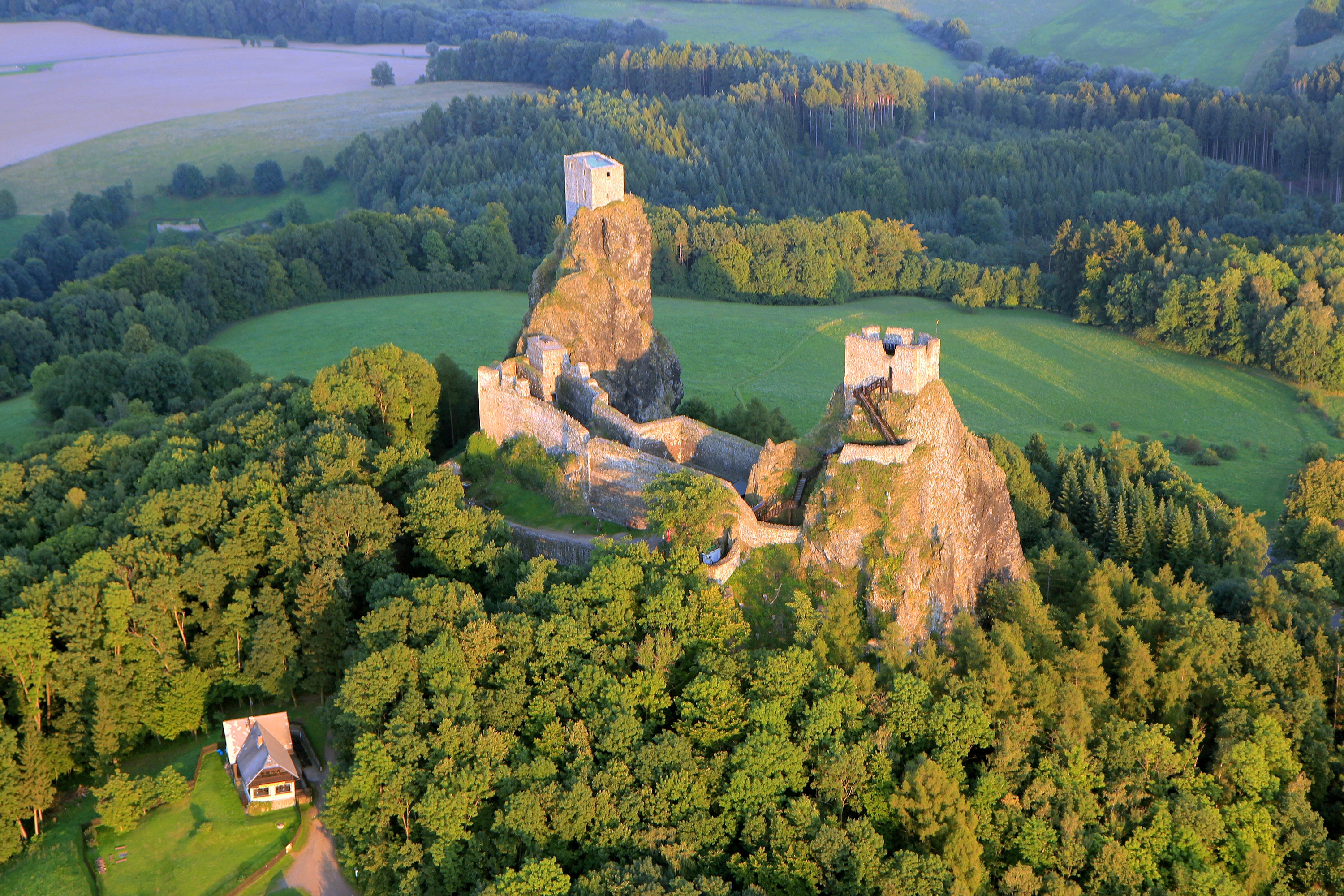
Château de Trosky : vue aérienne.

## Administration
La commune se compose de quatre sections :
- Troskovice ;
- Jivina ;
- Křenovy ;
- Tachov.

## Transports
Par la route, Troskovice se trouve à 13 km de Turnov, à 15 km de Jičín, à 23 km de Semily, à 38 km de Liberec et à 94 km de Prague.